# Número tetraédrico

Um tetraedro de 35 esferas. Cada nível representa um dos 5 primeiros números triangulares

Um número tetraédico ou número piramidal triangular, é um número figurado que pode ser representado por uma pirâmide com uma base e três lados, isto é, um tetraedro. Para todo o inteiro natural, não nulo n, o número tetraédrico de sequência n, é a soma dos n primeiros números triangulares.
Demonstra-se que o número tetraédico de ordem (ou sequência ou fila) n é
{\displaystyle {\frac {n(n+1)(n+2)}{6}}}, sendo ainda
{\displaystyle {n+2 \choose 3}} ou {\displaystyle {n+2 \choose 3}} é um coeficiente binomial
Os números tetraédicos encontram-se na quarta diagonal da esquerda para a direita ou da direita para a esquerda no triângulo de Pascal.
Os primeiros números tetraédicos são
1, 4, 10, 20, 35, 56, 84, 120, 165, 220, 286, 364, 455, 560, 680, 816, 969.
Os números tetraédicos podem ser representados num espaço a três dimensões. Por exemplo, o número tetraédico 35 pode ser representado por um conjunto de 35 bolas de bilhar. O "triângulo" (triângulo onde se colocam as bolas) contém 15 bolas. Dez bolas suplementares são então empilhadas por cima das primeiras, sobrepondo-se outra camada de 6 bolas, depois mais outra de 3 bolas e na última camada uma única bola, completando-se assim o tetraedro.
Em 1878, A.j. Meyl demonstrou que só há três números tetraédricos que são também números quadrados (1 , 4 e 19600). Até agora, o único número tetraédrico conhecido que é também um número piramidal quadrado é o 1
Outro fato curioso sobre os números tetraédricos é que a soma infinita de seus inversos é 3/2
{\displaystyle \!\ \sum _{n=1}^{\infty }{6 \over {n(n+1)(n+2)}}={3 \over 2}}